# Børkop HK
Børkop HK er en håndboldklub beliggende i Børkop mellem Vejle og Fredericia. Klubbens herrehold spiller (Pr. 2014) i den danske 3. division.